# Giovanni Battista Piranesi

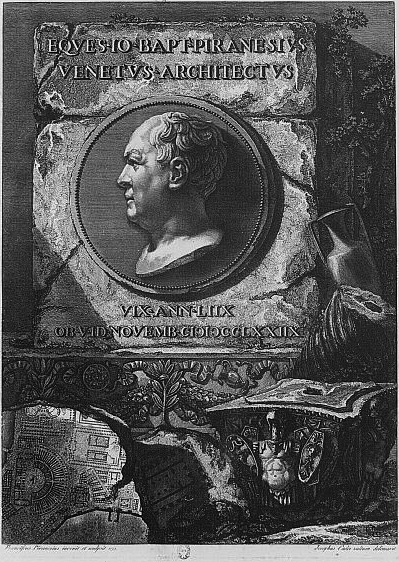
Retrato de Giovanni Battista Piranesi grabado por su hijo Francesco.

Giovanni Battista Piranesi [dʒoˈvanːi baˈtːista piraˈneːzi] (Mogliano Veneto, cerca de Treviso, 4 de octubre de 1720–Roma, 9 de noviembre de 1778) fue un arqueólogo, arquitecto, investigador y grabador italiano. Realizó más de 2000 grabados de edificios reales e imaginarios, estatuas y relieves de la época romana así como diseños originales para chimeneas y muebles.

## Biografía
Piranesi nació en Mogliano Veneto, que entonces pertenecía a la República de Venecia. Estudió Arquitectura en Venecia con su tío materno Matteo Lucchesi, que era Magistrato delle Acque en la ciudad. Allí descubrió las obras de Palladio, Vitruvio y algunos edificios de la antigüedad. Piranesi apenas llegó a ejercer como arquitecto (solo se erigió un diseño suyo), si bien sus estudios le permitieron dibujar con mayor facilidad, e hizo gala de su formación firmando algunos grabados como Piranesi architetto. 
Se trasladó en 1740 a Roma, junto a Marco Foscarini, enviado del papa en Venecia. Las ruinas del imperio romano encendieron su entusiasmo y la necesidad de representarlas. En aquella época, la arqueología no era aún una ciencia demasiado rigurosa, y en muchas ocasiones se trataba de simple saqueo. Combinando afán descriptivo y fantasía, Piranesi levantó acta de las ruinas romanas y de los hallazgos que se iban produciendo.
Conoció en Roma al erudito G. G. Bottari y aprendió la técnica del aguafuerte con Giuseppe Vasi, con quien firmó algunas imágenes. Sus primeros grabados fueron vistas de la ciudad, destinadas a guías ilustradas. En 1743 publicó su primera gran serie de estampas, Prima Parte di Architettura e Prospettiva. Elaborada con apenas 23 años, desvela ya su maestría como grabador y su inventiva.
Abrió su taller frente a la Academia de Francia en Roma lo cual hizo que viviera en constante relación con los estudiosos de aquel país. Tuvo mucho éxito con sus grabados puesto que la mayoría de los visitantes que iban a Roma gustaban de volver con algún recuerdo, y sus grabados se imprimían en grandes tiradas que los hacían muy asequibles.
En 1761 se convirtió en miembro de la Academia di San Luca. Murió en 1778 y fue enterrado en la única iglesia que construyó: Santa María del Priorato.

## Obra

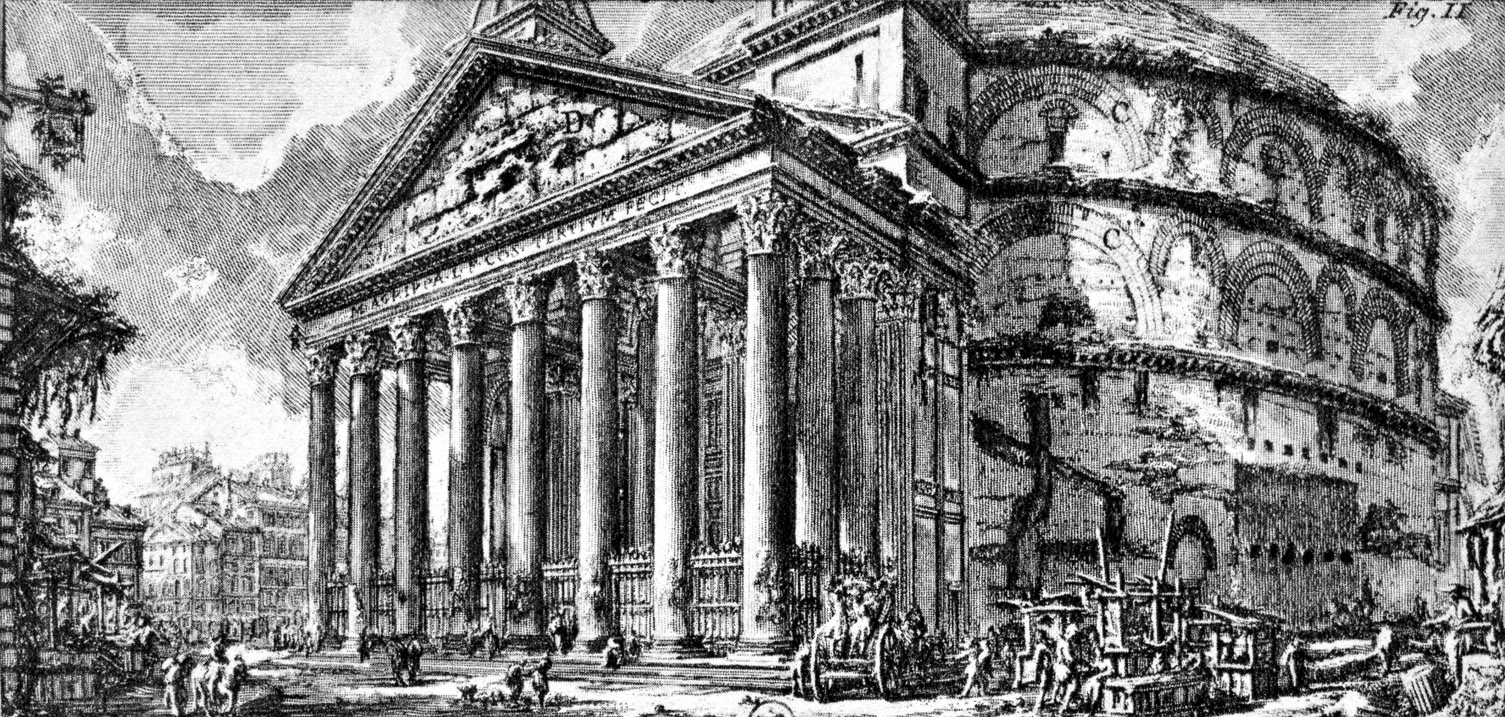
El Panteón de Agripa de Roma, en un grabado de Piranesi.

Sus entusiastas reproducciones e interpretaciones de antiguos monumentos romanos supusieron una importante contribución para la formación y desarrollo del neoclasicismo. En estos grabados se incluían imágenes fidedignas y exactas de las ruinas existentes, al igual que reproducciones imaginarias de antiguos edificios en las que la alteración de la escala y la yuxtaposición de elementos contribuyen a realzar el carácter de grandiosidad de los mismos.
Una de las primeras y más renombradas colecciones de grabados de Piranesi fueron sus Prisiones (Carceri d'Invenzione, 1745-1760), en donde transformó las ruinas romanas en fantásticos y desmesurados calabozos dominados por enormes y oscuros pasadizos, empinadas escaleras a increíbles alturas y extrañas galerías que no conducen a ninguna parte. Estos grabados ejercieron una enorme influencia en el romanticismo del siglo XIX, jugando también un destacado papel en el desarrollo, ya en el siglo XX, del surrealismo e incluso en los decorados para el cine de terror.
También fue sumamente famosa su magna obra Le Antichità Romane: más de 200 grabados en cuatro tomos, publicados en 1756. Incluye vistas de ruinas de monumentos funerarios de Roma y de sus alrededores así como detalladas ilustraciones del urbanismo romano, incluso del modo en que se adoquinaban las calles. Para crear esta obra, Piranesi exploró personalmente casi todos los yacimientos y ruinas, tomando con rigor medidas y apuntes para elaborar grabados muy precisos. Fue una labor titánica que requirió diez años de trabajo.
Los grabados de Piranesi, muchos de ellos de gran formato y ordenados en libros, se exportaron rápidamente a Inglaterra y otros países, a modo de souvenirs del Grand Tour, antecedente del moderno turismo cultural. Esas láminas influyeron en la arquitectura palaciega, especialmente en las casas campestres inglesas.
Muchas planchas del artista se siguieron imprimiendo hasta principios del siglo XIX en París; primero las explotó su hijo Francesco Piranesi y a su muerte pasaron al taller de Firmín Didot. En 1839 estas matrices de cobre fueron adquiridas por emisarios del papa Gregorio XVI con destino a la Calcografia Camerale fundada por Clemente XII, antecesora de la actual Calcografia Nazionale de Roma, dependiente del Istituto Nazionale per la Grafica, donde aún se conservan.
Existen grabados de Piranesi en casi todas las bibliotecas antiguas de Europa. En España, destacan los fondos de la Biblioteca Nacional: más de 2000 estampas, tanto sueltas como en tomos encuadernados, las cuales han protagonizado una exposición en 2019 . También el Museo de Bellas Artes de Valencia cuenta con un rico repertorio: unas 880 estampas, casi todas adquiridas en el mismo siglo XVIII.
Aún hoy los grabados de este artista son muy demandados y cotizados, en parte porque se siguen enmarcando y empleando como elemento decorativo en interiores de todos los estilos. 
Sus principales obras como grabador y teórico fueron:
- 1743: Prima parte di Architettura e Prospettive
- 1756: Capricci Decorative Romane
- Le Vedute di Roma
- Le Antichità Romane
- 1757: Vista Coliseo
- 1761: Rovine dell castello dell'Acqua Giulia
- Lapides Capitolini e il Campo Marcio dell'antica Roma
- 1763: Descrizione dell'emissario del Lago Albano
- 1764: Antichitá di Cora
- 1765: Parere sull'Architettura
- 1769: Diverse Maniere d'adornare i camini
- Ragionamento apologetico in difesa dell'architettura egiziana e toscana
- Della Magnificenza ed Architettura de Romani

Prianesi tan solo vio construido uno de sus diseños arquitectónicos: la iglesia de Santa María del Priorato en Roma, sede de los caballeros de la Orden de Malta, así como la plaza que da acceso desde el Aventino.

### Le Carceri d'Invenzione

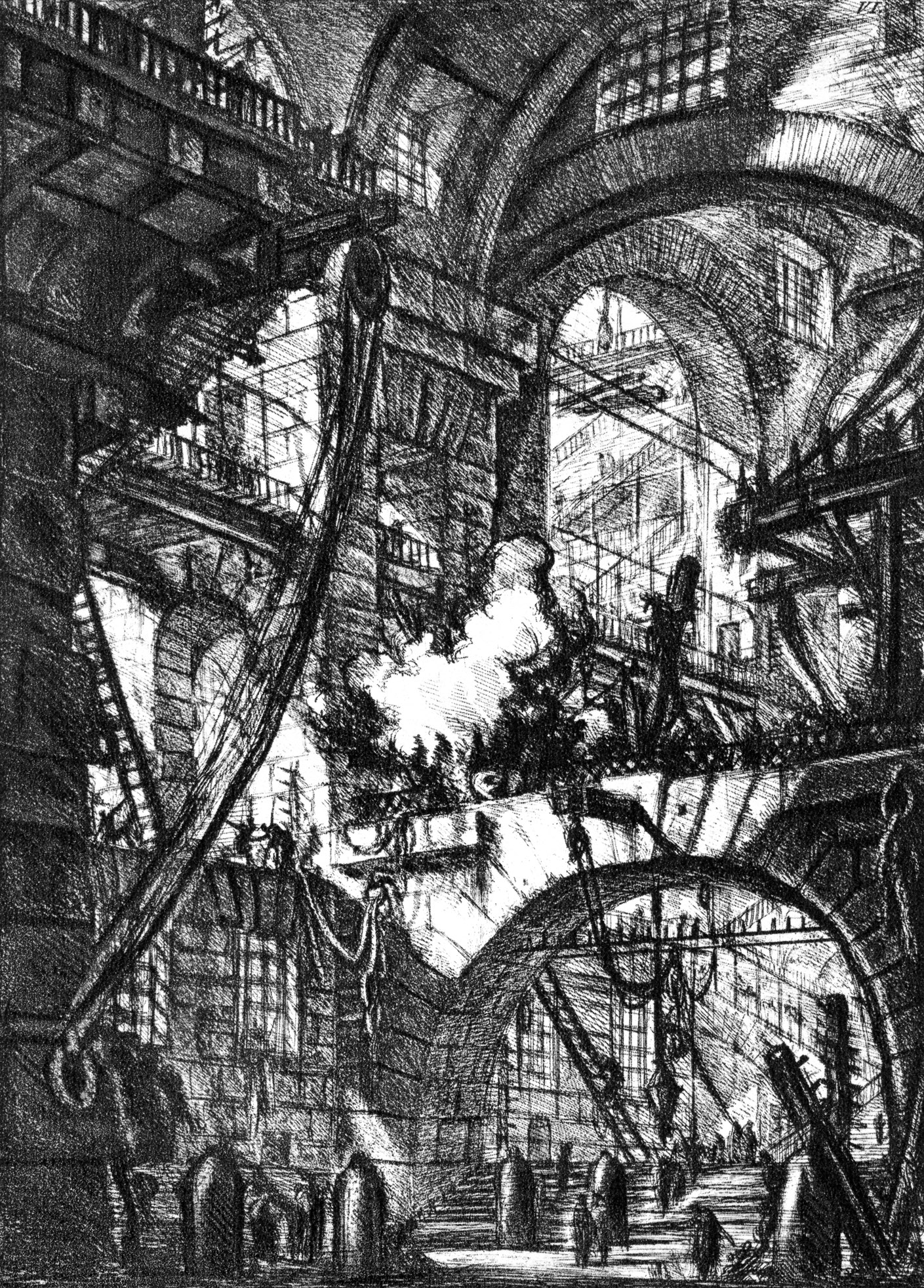
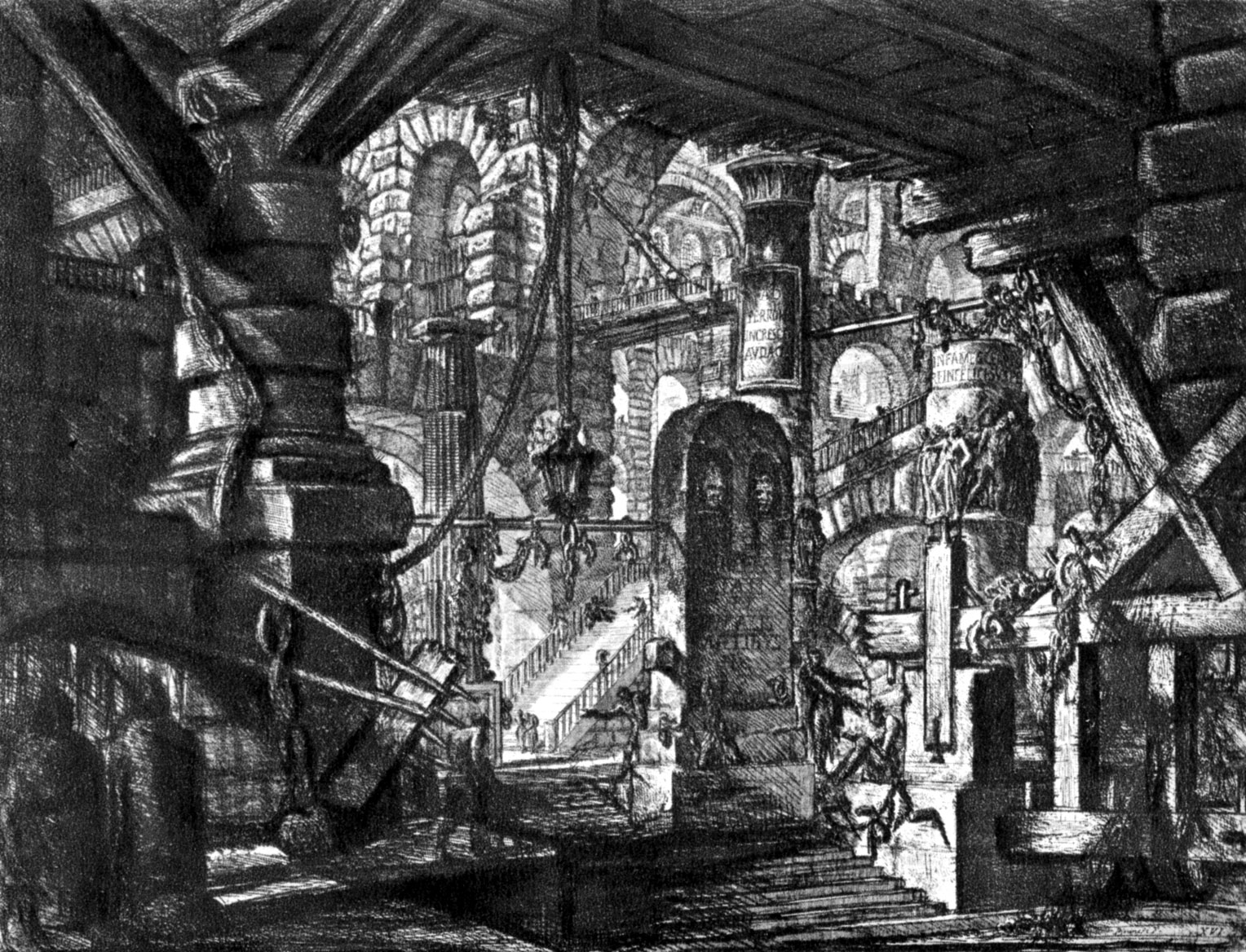
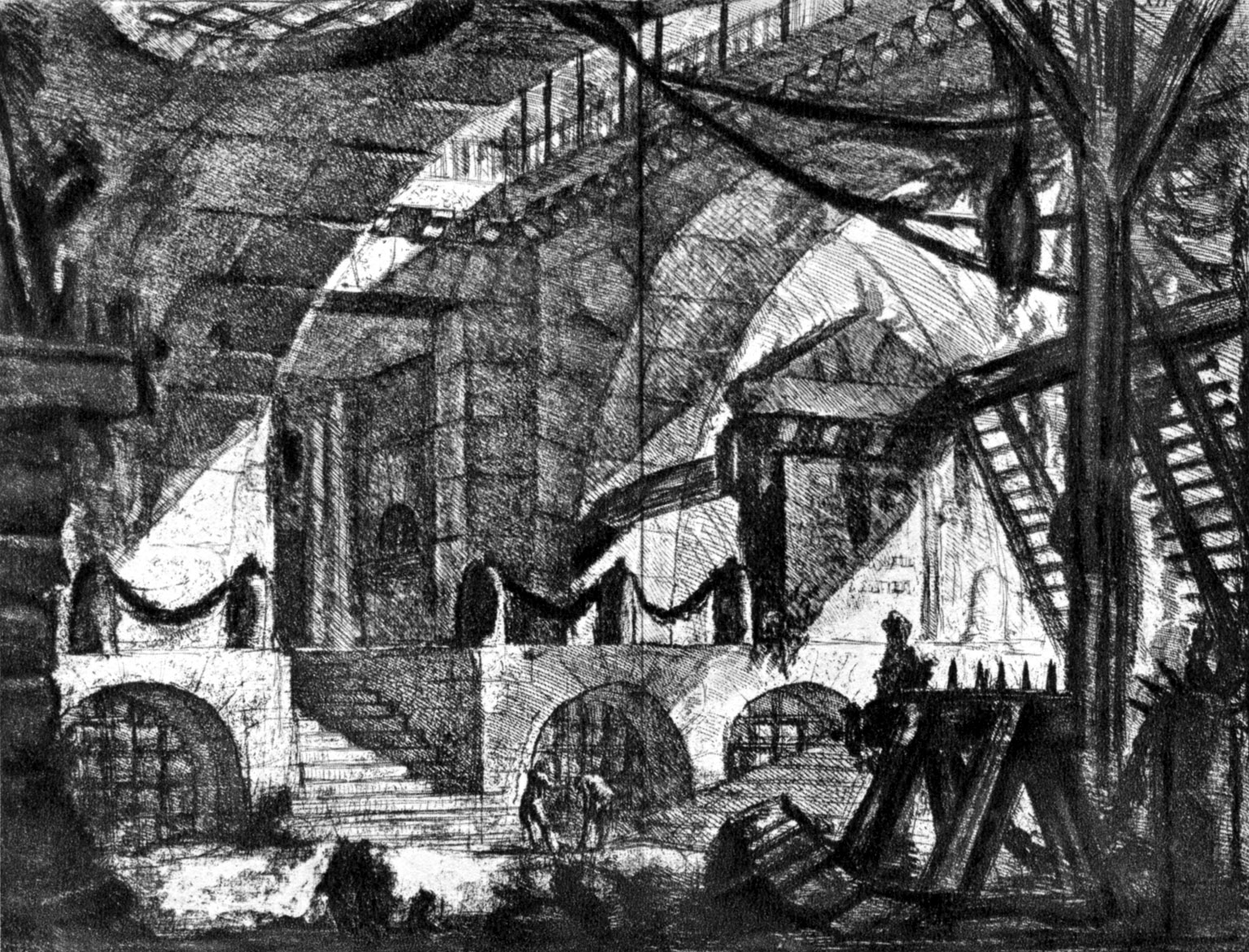
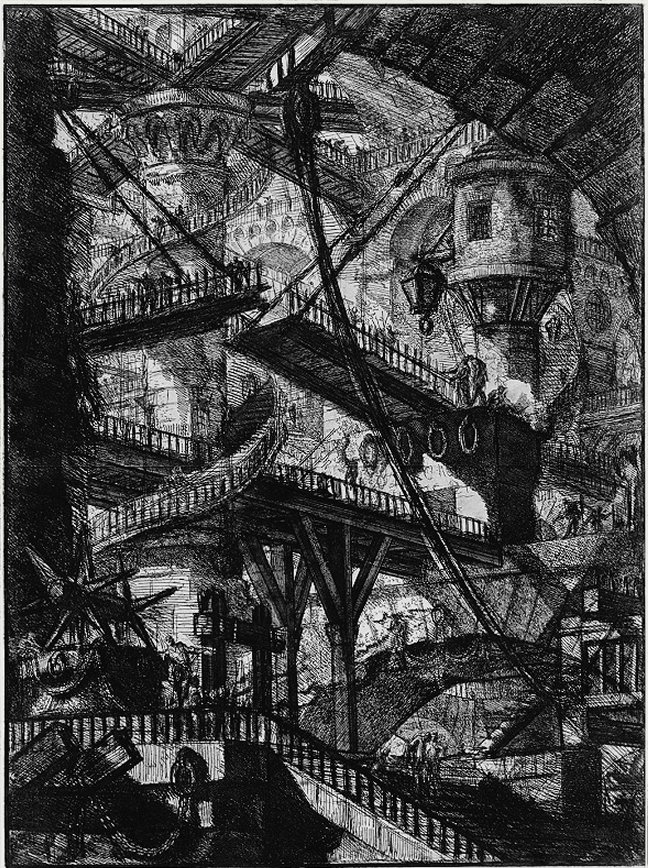
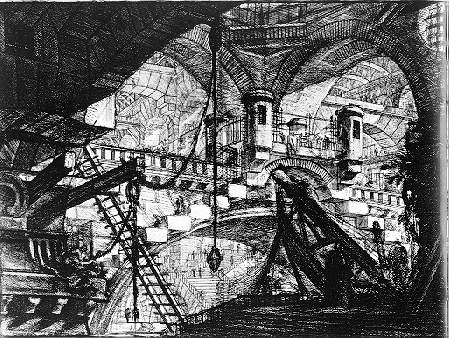

## Galería

### Vistas deRoma

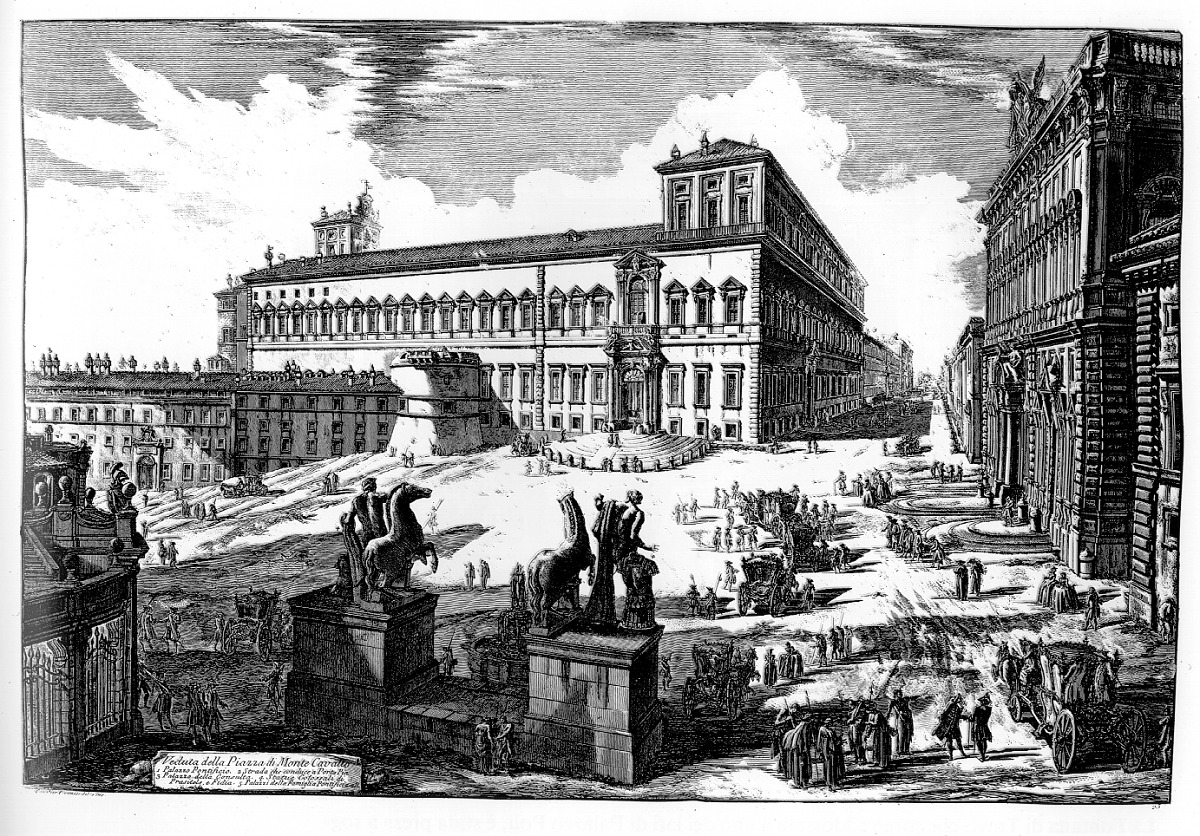
Quirinal
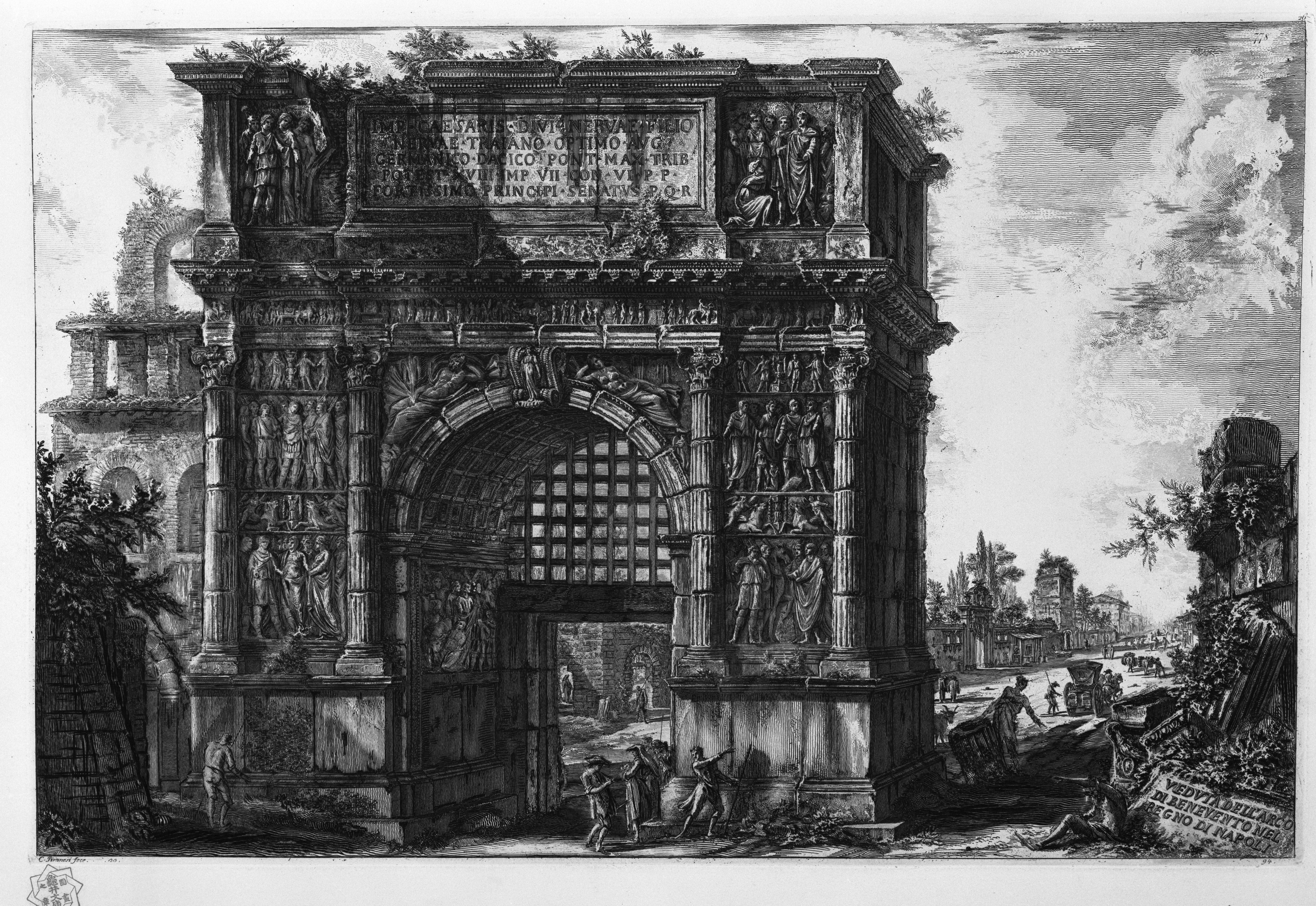
Arco de Trajano
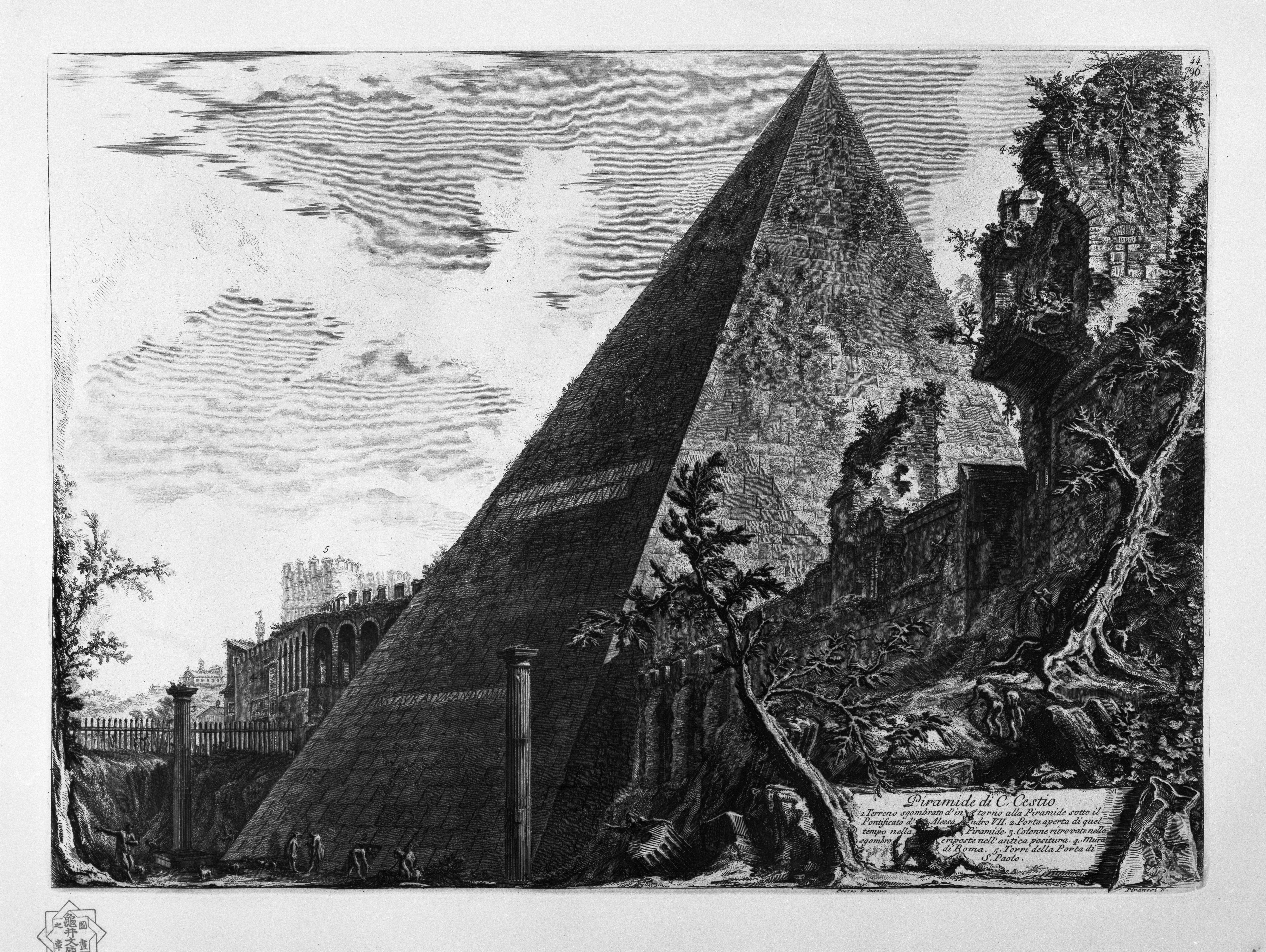
Pirámide de Cestio
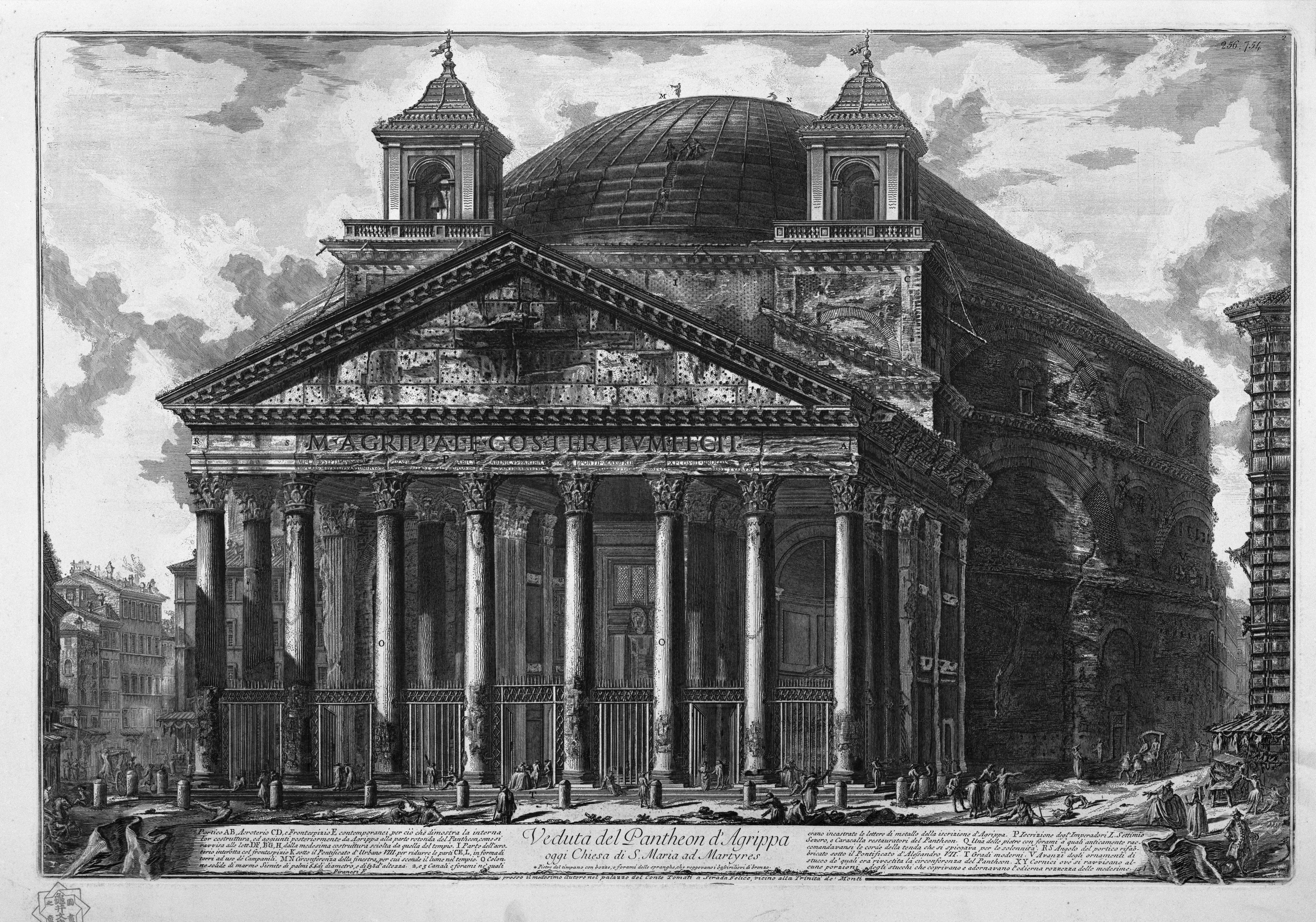
Panteón

### Antichità romane

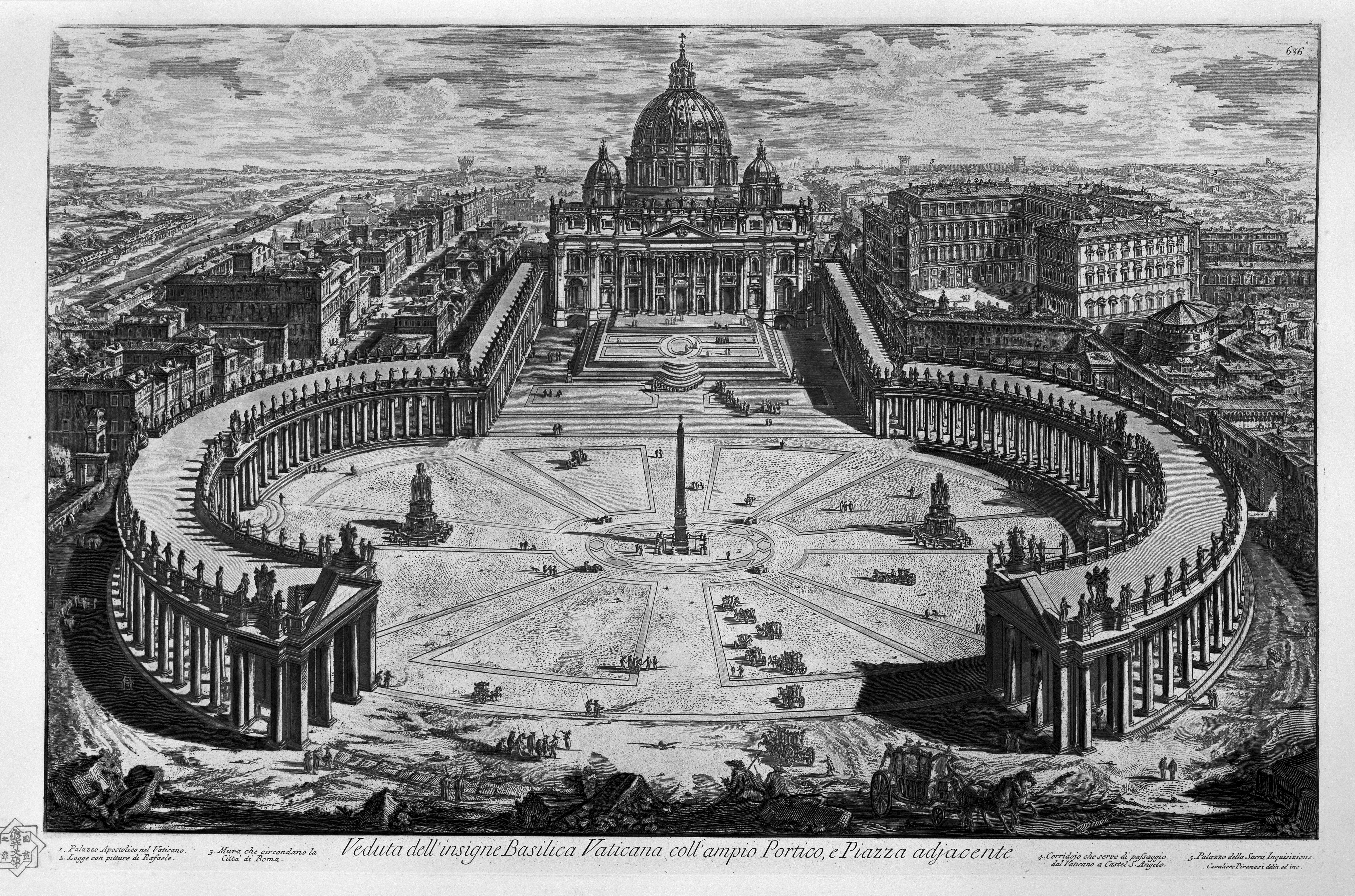
Plaza de San Pedro
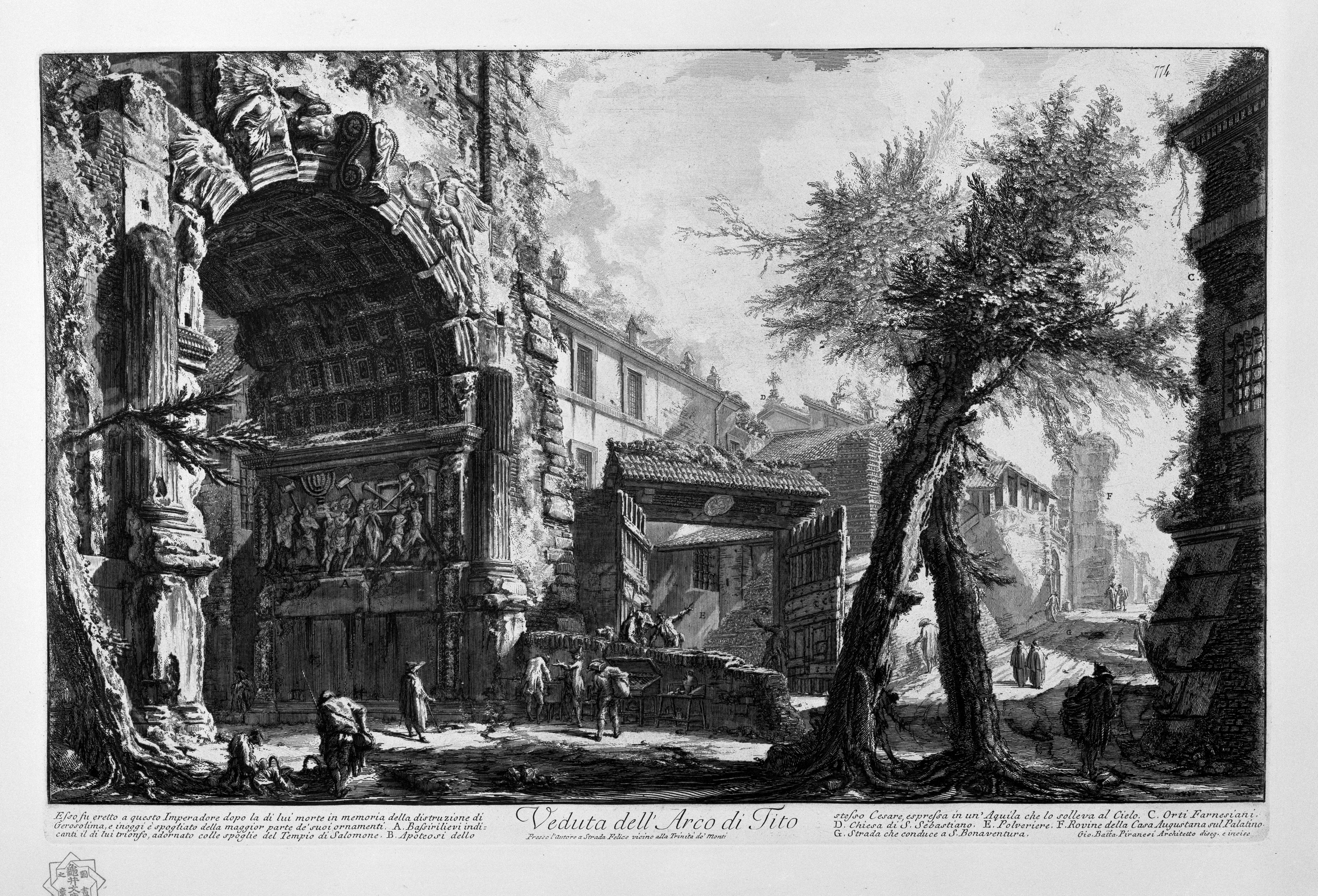
Arco de Tito
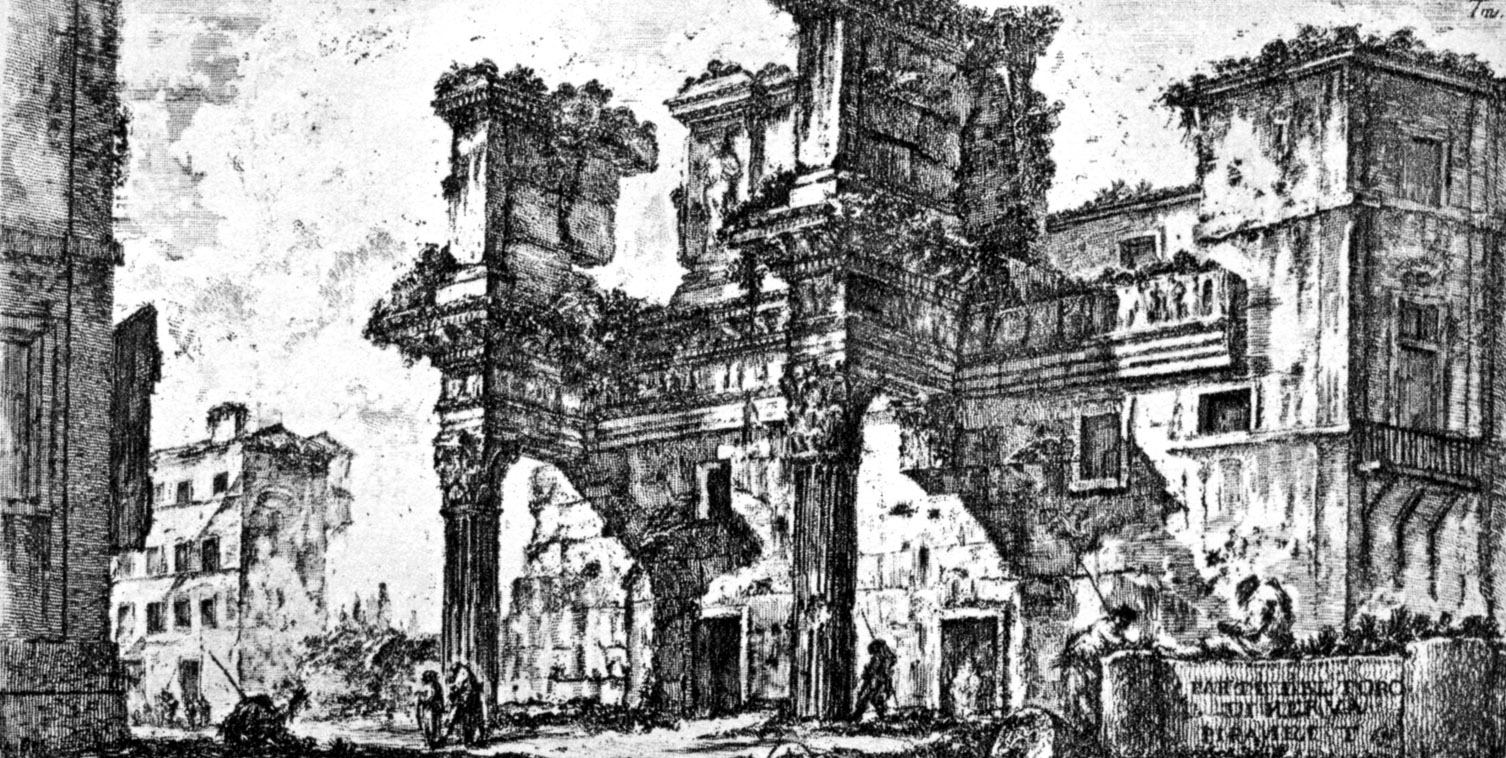
Foro de Nerva
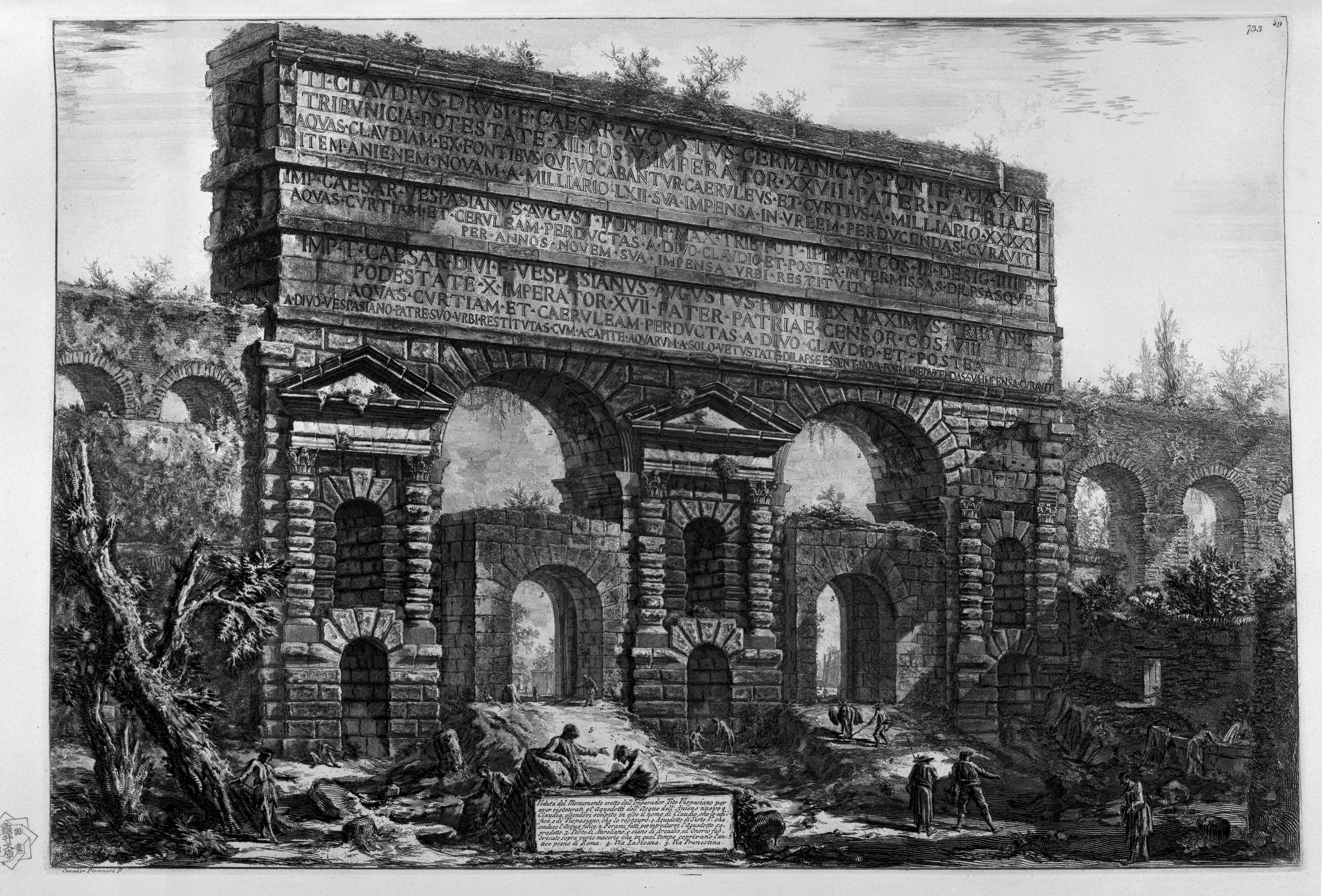
Porta Maggiore
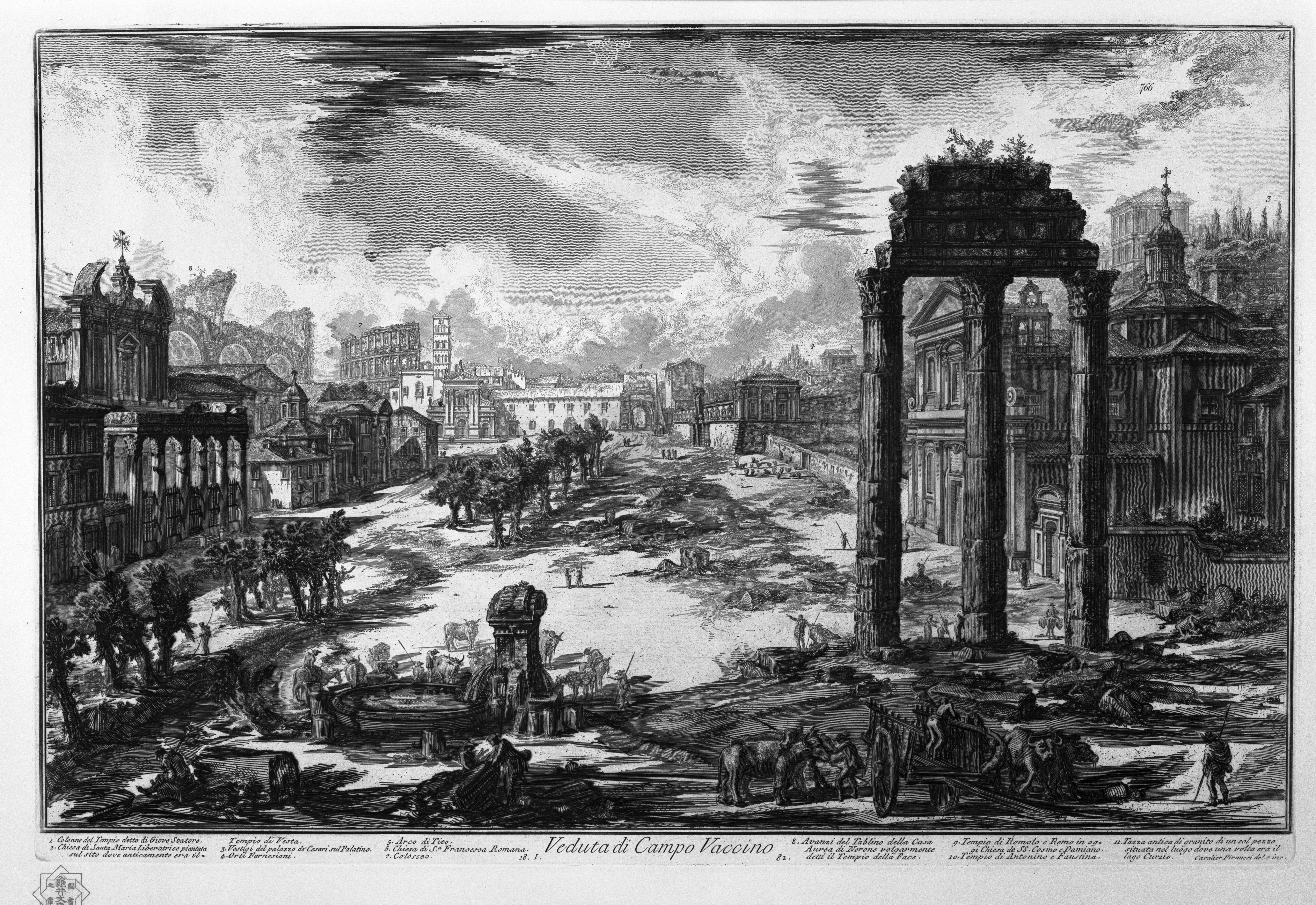
Templo de Cástor y Pólux
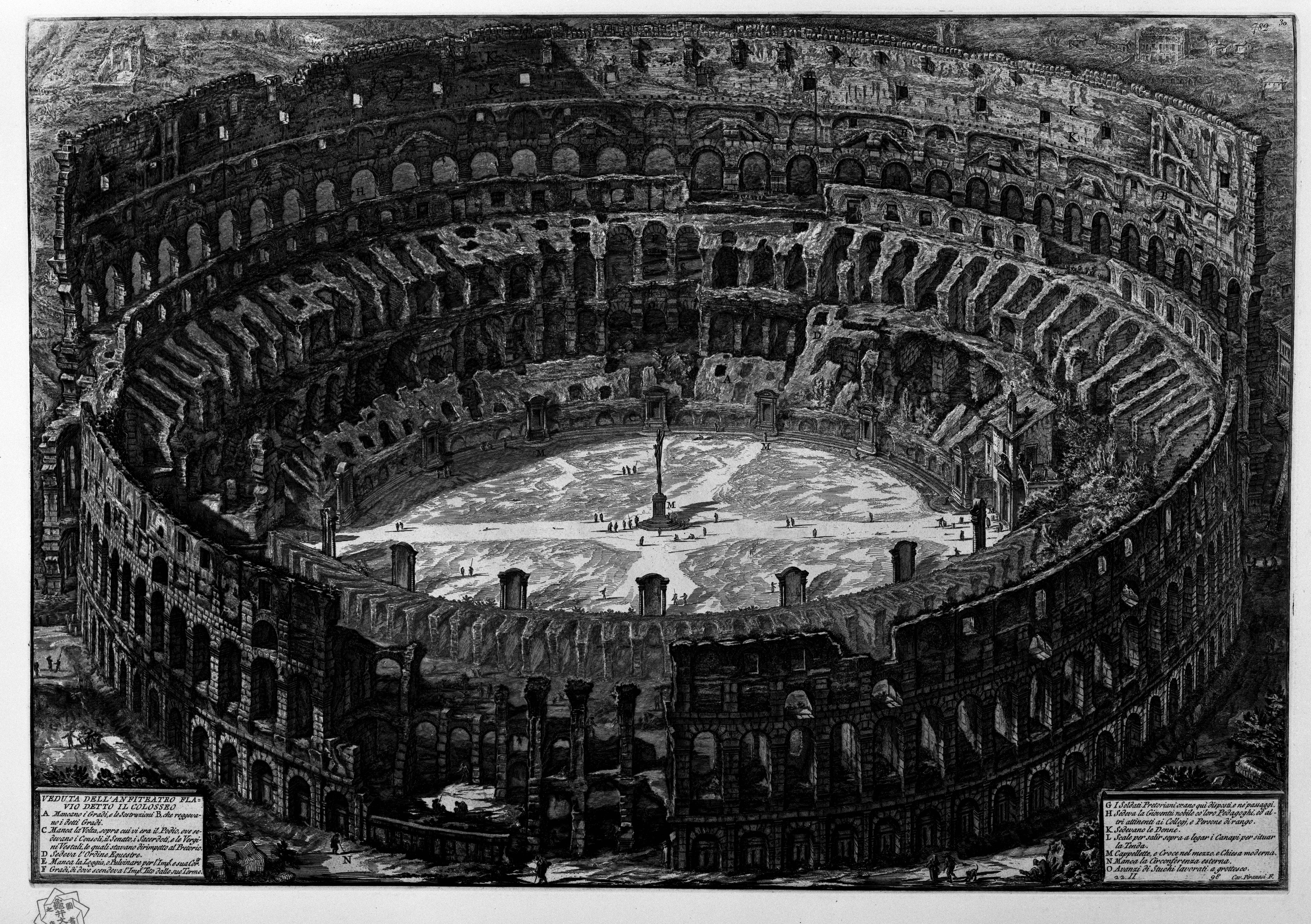
Coliseo